# 12142 Френклов
12142 Френклов (12142 Franklow) — астероїд головного поясу, відкритий 24 вересня 1960 року.
Тіссеранів параметр щодо Юпітера — 3,183.